# CV-LX

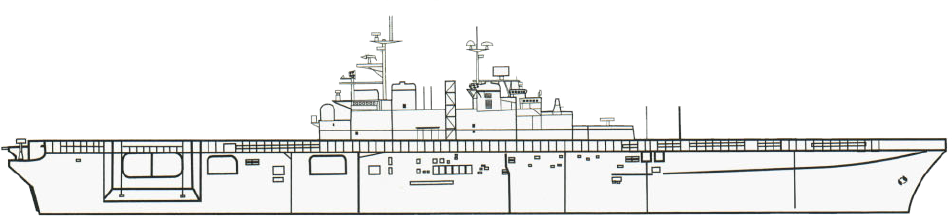
와스프급 강습상륙함이다. 미 해군은 강습상륙함보다 조금 더 큰 경항공모함 사업을 추진중이다.

CV-LX혹은, 경항공모함은 미 해군이 건조할 차세대 경항공모함이다. 미 해군 500척 함대계획의 일환이며, 아메리카급 강습상륙함을 기반으로 설계해서 더 큰 만재배수량과 큰 규모의 함정이다.

## 역사

### 마지막 슈퍼캐리어
제럴드 R. 포드급 항공모함은 니미츠급 항공모함보다 25 % 더 많은 출격을 할 수 있도록 설계된 스펙을 가졌으나, 130억 달러 이상으로 비용초과되기도 했다. 2005년에 건조가 시작되었고, 2017년까지 인도와 시운전이 걸렸고, 시험이 계속 진행 중이다. 분명한 사실은 중국의 일명 항모킬러로 불리는 둥펑 시리즈 미사일들에 이런 종류의 항공모함은 이젠 취약하다. 따라서 제럴드 R. 포드급 항공모함은 4척째까지 건조하고 프로그램을 종료하며, 2020년 3월 9일 Modly는 Blue-Ribbon Future Carrier 2030 Task Force에 의뢰해서 2030년 이후 항공 모함과 항공 모함 기반 해군 항공의 미래를 재창조하기위한 6 개월 연구를 수행했다.

### 각 기관들의 구상
미 해군과 씽크탱크는 2018년, CV-LX에 대한 구상을 계속 내놓았다. 전략 씽크탱크인 랜드 연구소는 CATOBAR 방식의 만재배수량 43,000t을 예상했다. 그러나 이는 공중조기경보통제기 운용에 제약이 많아서 전쟁 발발시 즉각 투입되는 부대로서는 미흡한 사항이 많다. 2020년에 랜드 연구소는 기존 강습상륙함에서 다소 크기를 키운 경항모가 완성된다면, 25대의 F-35B를 운용할 수 있고, 이러한 CV-LX라고 불리는 미니 캐리어는 하루에 50~55 회 출격이 가능하다고 봤다.

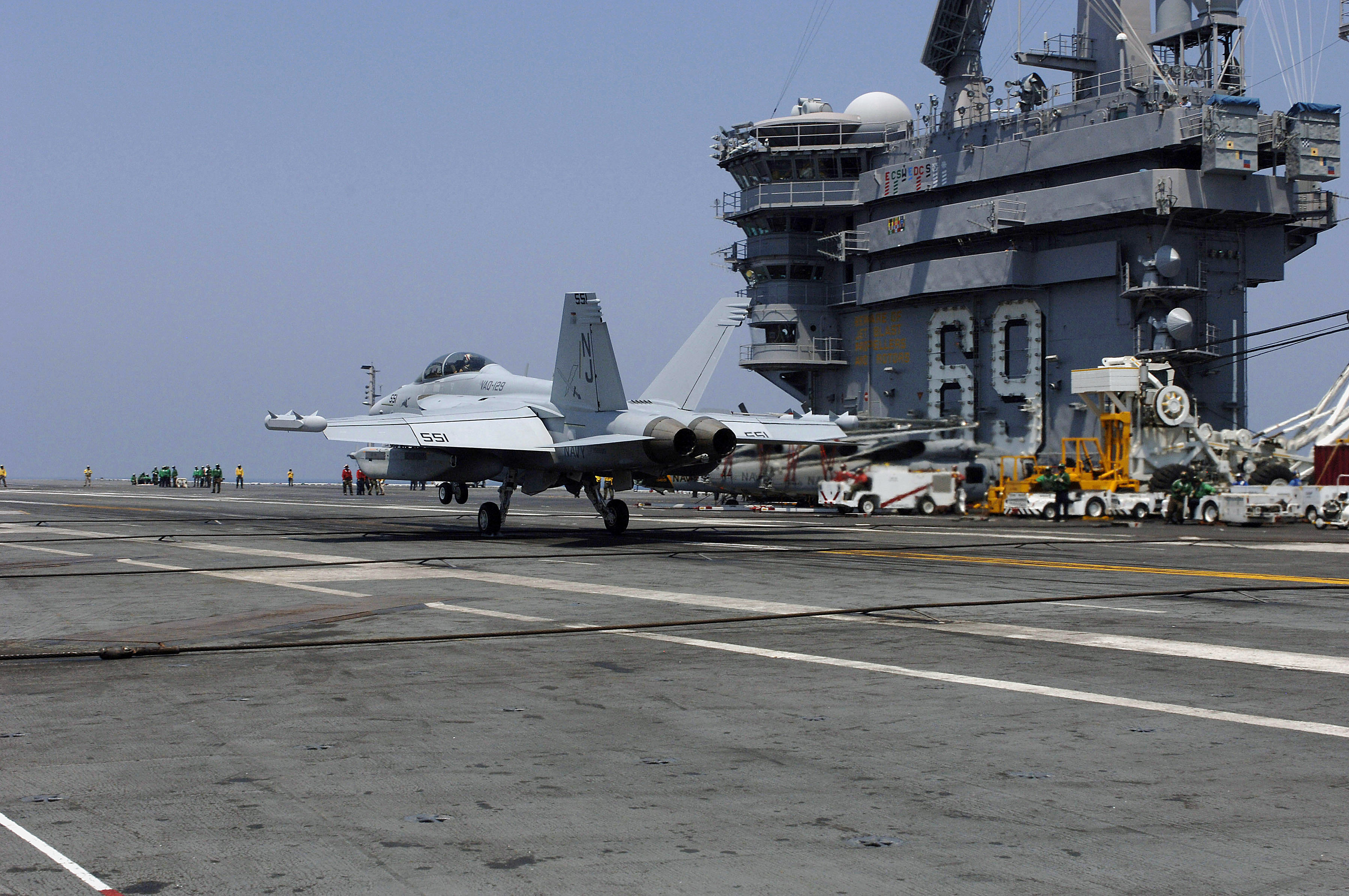
EA-18G 그라울러 전자전기다. 미국과 전쟁하게 될 나라가 맨 첨으로 보게 될 항공기다. 이 항공기는 적 기지의 레이더를 먹통으로 만들어, 장님으로 만들기 때문에 맨 첨으로 전쟁터로 향한다. 즉, 1선급 전력이기에 CV-LX에 이걸 운용할 수 있냐 없냐의 문제가 중대한 사항이다.

#### CV-LX에 대한 불만의 목소리
이런 강습상륙함을 조금 개조한 것에 그치지 않는 항공 모함에는 단점이 있다. 예를 들어, 그들은 해군의 현재 항공 조기 경보 자산 인 Northrop Grumman E-2 Hawkeye 또는 EA-18G Growler 전자 공격기를 운반 할 수 없다. 공중전에서 조기경보기가 있고와 없고의 차이는 극명한 수준이다.

### 미 해군 500척 함대계획
마크 에스퍼 국방장관은 2020년 10월, 온라인으로 미 해군 500척 함대계획을 발표했다. 여기엔 CV-LX의 계획도 포함됐는데, 11척의 원자력 항공모함과 6척의 경항공모함을 섞은 하이/로우 믹스 개념의 함대를 구성한다. 기존의 3척의 아메리카급 강습상륙함, 8척의 와스프급 강습상륙함은 강습상륙함이기에 경항공모함은 CV-LX를 뜻한다. 즉, 차세대 경항공모함 사업은 6척이다. 8척 더 건조될 계획인 아메리카급을 포함한 강습상륙함들의 숫자까지 포함하면 500척 함대계획 완성시엔 미국은 39척(원자력 항공모함 14척, 경항공모함 6척, 강습상륙함 19척)의 항공모함을 갖게 된다. 엄밀히 항공모함이라는 표현만 안 쓰는 강습상륙함을 제외해도 20척 항공모함 시대가 열린다.

#### 경항공모함 시대를 바라보는 미군 내의 분위기
2020년대 초반, 마크 에스퍼 국방장관이 이끌고 있는 미군 개혁의 핵심 키워드는 첨단화, 자율화, 정밀화다. 덩치를 줄이고 유연하고 영리한 군대를 만들길 원한다. 이런 군대 사상의 논리의 상징적인 무기가 CV-LX다. 그리고 2018년 시기의 예상과 달리, 더 많은 전투기를 운용할 수 있고, 정규항모와 동등한 작전능력을 가질 것이라고도 밝혔다.

### 미중 군비경쟁
중국도 같은 시기 003형 항공모함을 포함한 후속 항모와 076형 강습상륙함을 각각 4척씩 건조한다.

## 제원
- 건조국가 :  미국
- 건조년도 : 2020년대
- 종류 : 경항공모함
- 계획 건조수 : 6척
- 만재배수량 : 50,000t
- 함재기 : 전투기 32대, 헬기 8대

### 타국 유사 무기와의 비교

#### 이탈리아
이탈리아도 트리에스테 (L9890)라는 만재배수량 33,000t의 경항공모함이 있다.

#### 프랑스
프랑스의 샤를 드 골 (항공모함)은 만재배수량 기준이나 조기경보기 운용 조건을 요구하는 군요구조건에서나 CV-LX와 유사하다. 45,000t의 만재배수량, 전투기 30대 이상을 운용할 수 있다.

#### 중국
076형 강습상륙함이 타국 항공모함 중 제일 유사하다. 드론, 고정익 전투기를 운용할 수 있으며, 50,000톤으로 추정되는 만재배수량도 유사하다. 중국은 아직까지 수직이착륙 전투기를 개발하진 않았다.

#### 대한민국
대한민국 대형수송함-II 사업도 만재배수량 30,000t의 경항공모함이다. 12대의 F-35B를 운용할 수 있으며, 한국 국방부도 20대의 F-35B를 도입하려 한다.

## 같이 보기
- 트리에스테 (L9890)
- 이즈모형 호위함
- 076형 강습상륙함